# Wereldkampioenschappen roeien 1995
De 25e editie van de wereldkampioenschappen roeien werd in 1995 gehouden in Tampere, Finland.

## Medaillewinnaars

### Mannen
| Bootklasse              | Goud | Goud | Zilver | Zilver | Brons | Brons |  |
| Skiff M1x               | Iztok Čop |      | Jüri Jaanson |        | Vaclav Chalupa |       |  |
| Lichte skiff LM1x       | Peter Haining |      | Tomas Kacovsky |        | Anders Brehms |       |  |
| Dubbel twee M2x         | Denemarken Lars Christensen Martin Haldbo Hansen |      | Duitsland André Steiner Stephan Volkert |        | Noorwegen Steffen Stoerseth Kjetil Undseth |       |  |
| Twee zonder M2-         | Verenigd Koninkrijk Steve Redgrave Matthew Pinsent |      | Australië Robert Walker Richard Wearne |        | Frankrijk Michel Andrieux Jean-Christophe Rolland |       |  |
| Twee met M2+            | Italië Giuliano De Stabile Luca Sartori Antonio Cirillo |      | Frankrijk Laurent Béghin Antoine Béghin Christophe Lattaignant                                                                                          |        | België Frank Moortgat Dominique Verdeyen Benoit Ollemans |       |  |
| Lichte dubbel twee LM2x | Zwitserland Michael Gier Markus Gier |      | Zweden Anders Christensson Mattias Tichy |        | Australië Bruce Hick Anthony Edwards |       |  |
| Lichte twee zonder LM2- | Italië Carlo Grande Pasquale Marigliano |      | Frankrijk Xavier Dorfman Sébastien Bel |        | Denemarken Thomas Ebert Bo Svendsen |       |  |
| Dubbel vier M4x         | Italië Alessandro Corona Rossano Galtarossa Massimo Paradiso Alessio Sartori                                                                                     |      | Duitsland Marco Geisler Andreas Hajek Marko Schwalbe André Willms                                                                                       |        | Argentinië Santiago Fernández Sergio Fernández González Rubén Knulst Guillermo Pfaab                                                                            |       |  |
| Vier zonder M4-         | Italië Riccardo Dei Rossi Raffaello Leonardo Valter Molea Carlo Mornati                                                                                          |      | Verenigd Koninkrijk Tim Foster Rupert Obholzer Greg Searle Jonny Searle                                                                                 |        | Polen Piotr Basta Wojciech Jankowski Maciej Łasicki Jacek Streich                                                                                               |       |  |
| Vier met M4+            | Verenigde Staten Chris Ahrens Porter Collins Ben Holbrook Scott Munn Peter Cipollone                                                                             |      | Nieuw-Zeeland Murdoch Dryden Andrew Matheson Chris McAsey Chris White Michael Whittaker                                                                 |        | Italië Lorenzo Carboncini Luca Cavallini Ciro Liguori Rocco Pecoraro Vincenzo Di Palma                                                                          |       |  |
| Lichte dubbel vier LM4x | Oostenrijk Gernot Faderbauer Walter Rantasa Christoph Schmölzer Wolfgang Sigl                                                                                    |      | Duitsland Frank Günder Andreas Lutz Bernhard Rühling Jens Weckbach                                                                                      |        | Italië Lorenzo Bertini Paolo Pittino Franco Sancassani Massimo Guglielmi                                                                                        |       |  |
| Lichte vier zonder LM4- | Italië Carlo Gaddi Leonardo Pettinari Andrea Re Ivano Zasio |      | Denemarken Eskild Ebbesen Victor Feddersen Niels Henriksen Thomas Poulsen                                                                               |        | Duitsland Michael Buchheit Oliver Rau Bernhard Stomporowski Martin Weiß                                                                                         |       |  |
| Acht M8+                | Duitsland Roland Baar Stefan Forster Detlef Kirchhoff Ike Landvoigt Jochen Lerche Frank Richter Dieter Sator Marc Weber Peter Thiede                             |      | Nederland Michiel Bartman Kai Compagner Ronald Florijn Jaap Krijtenburg Nico Rienks Niels van Steenis Niels van der Zwan Henk-Jan Zwolle Jeroen Duyster |        | Verenigde Staten Jon Brown Sean Hall Fredric Honebein Robert Kaehler Jeffrey Klepacki Jamie Koven Michael Peterson Don Smith Steven Segaloff                    |       |  |
| Lichte acht LM8+        | Denemarken Johnny Bo Andersen Torben Bech Jensen Thomas Croft Buck Carsten Glud Søren Henrichsen Jeppe Jensen Kollat Michael Jensen Bo Vestergaard Dennis Larsen |      | Verenigd Koninkrijk Christopher Bates Andy Butt Niall Gardam Ben Helm Dave Lemon Jim McNiven Nicholas Strange Jon Williamson John Deakin                |        | Italië Salvatore Amitrano Enrico Barbaranelli Sabino Bellomo Danilo Fraquelli Stefano Fraquelli Fabrizio Ravasi Roberto Romanini Carmine Somma Gaetano Iannuzzi |       |  |

### Vrouwen
| Bootklasse              | Goud | Goud | Zilver | Zilver | Brons | Brons |
| Skiff W1x               | Maria Brandin |      | Silken Laumann |        | Annelies Bredael |       |
| Lichte skiff LW1x       | Rebecca Joyce |      | Catherine Muller |        | Annette Bogtstra |       |
| Dubbel twee W2x         | Canada Marnie McBean Kathleen Heddle |      | Nederland Irene Eijs Eeke van Nes |        | Nieuw-Zeeland Philippa Baker Brenda Lawson |       |
| Twee zonder W2-         | Australië Megan Still Kate Slatter |      | Verenigde Staten Missy Schwen Karen Kraft                                                                                            |        | Frankrijk Christine Gossé Céline Garcia |       |
| Lichte dubbel twee LW2x | Canada Wendy Wiebe Colleen Miller |      | Denemarken Lene Andersson Berit Christoffersen                                                                                       |        | Duitsland Ruth Kaps Michelle Darvill |       |
| Lichte twee zonder LW2- | Verenigde Staten Christine Smith Ellen Minzner |      | Verenigd Koninkrijk Jane Hall Alison Brownless                                                                                       |        | Denemarken Sharon Thilgreen Kristine Jörgensen |       |
| Dubbel vier W4x         | Duitsland Kerstin Köppen Katrin Rutschow Jana Sorgers Jana Thieme                                                                                     |      | Canada Laryssa Biesenthal Kathleen Heddle Marnie McBean Diane O'Grady                                                                |        | Nederland Nelleke Penninx Eeke van Nes Anita Meiland Irene Eijs |       |
| Vier zonder W4-         | Verenigde Staten Cindy Brooks Melissa Iverson Lianne Nelson Katherine Scanlon Lewis                                                                   |      | Duitsland Gerte John Doreen Martin Dana Pyritz Anke Weiler                                                                           |        | Wit-Rusland Tamara Dawydenko Irina Gribko Natalja Stasiuk Marina Snak                                                                                                |       |
| Lichte vier zonder LW4- | Verenigde Staten Barbara Byrne Linda Muri Whitney Post Sarah Simmons                                                                                  |      | Verenigd Koninkrijk Juliet Machan Robyn Morris Jo Nitsch Rachel Woolf                                                                |        | Duitsland Janet Radünzel Gunda Reimers Jutta Schausten Gaby Schulz                                                                                                   |       |
| Acht W8+                | Verenigde Staten Jennifer Dore Catriona Fallon Amy Fuller Anne Kakela Laurel Korholz Elizabeth McCagg Mary McCagg Monica Tranel-Michini Yasmin Farooq |      | Roemenië Angela Alupei Iulia Bobeică Veronica Cochela Doina Ignat Ioana Olteanu Dobrita Preda Doina Spîrcu Anca Tănase Cristina Ilie |        | Nederland Tessa Appeldoorn Femke Boelen Anneke Venema Marieke Westerhof Muriel van Schilfgaarde Meike van Driel Tessa Knaven Rita de Jong Jissy de Wolf (stuurvrouw) |       |

## Medailleklassement
| Plaats | Land                | Goud | Zilver | Brons | Totaal |
| 1      | Verenigde Staten    | 5    | 1      | 1     | 7      |
| 2      | Italië              | 5    | 0      | 3     | 8      |
| 3      | Duitsland           | 2    | 4      | 3     | 9      |
| 4      | Verenigd Koninkrijk | 2    | 4      | 0     | 6      |
| 5      | Denemarken          | 2    | 2      | 3     | 7      |
| 6      | Canada              | 2    | 2      | 0     | 4      |
| 7      | Australië           | 2    | 1      | 1     | 4      |
| 8      | Zweden              | 1    | 1      | 0     | 2      |
| 9      | Oostenrijk          | 1    | 0      | 0     | 1      |
| 9      | Slovenië            | 1    | 0      | 0     | 1      |
| 9      | Zwitserland         | 1    | 0      | 0     | 1      |
| 12     | Frankrijk           | 0    | 3      | 2     | 5      |
| 13     | Nederland           | 0    | 2      | 3     | 5      |
| 14     | Nieuw-Zeeland       | 0    | 1      | 1     | 2      |
| 14     | Tsjechië            | 0    | 1      | 1     | 2      |
| 16     | Estland             | 0    | 1      | 0     | 1      |
| 16     | Roemenië            | 0    | 1      | 0     | 1      |
| 18     | België              | 0    | 0      | 2     | 2      |
| 19     | Argentinië          | 0    | 0      | 1     | 1      |
| 19     | Noorwegen           | 0    | 0      | 1     | 1      |
| 19     | Polen               | 0    | 0      | 1     | 1      |
| 19     | Wit-Rusland         | 0    | 0      | 1     | 1      |
| Totaal | Totaal              | 24   | 24     | 24    | 72     |

Edities

1962 Luzern · 
1966 Bled · 
1970 St. Catharines · 
1974 Luzern · 
1975 Nottingham · 
1976 Villach · 
1977 Amsterdam · 
1978 Hamilton (alleen zwaar) · 
1978 Kopenhagen (alleen licht) · 
1979 Bled · 
1980 Hazewinkel · 
1981 München · 
1982 Luzern · 
1983 Duisburg · 
1984 Montréal · 
1985 Hazewinkel · 
1986 Nottingham · 
1987 Kopenhagen · 
1988 Milaan · 
1989 Bled · 
1990 Lake Barrington · 
1991 Wenen · 
1992 Montréal · 
1993 Račice · 
1994 Indianapolis · 
1995 Tampere · 
1996 Motherwell · 
1997 Aiguebelette · 
1998 Keulen · 
1999 St. Catharines · 
2000 Zagreb · 
2001 Luzern · 
2002 Sevilla · 
2003 Milaan · 
2004 Banyoles · 
2005 Gifu · 
2006 Eton · 
2007 München · 
2008 Ottensheim · 
2009 Poznań · 
2010 Hamilton · 
2011 Bled · 
2012 Plovdiv · 
2013 Chungju · 
2014 Amsterdam ·
2015 Aiguebelette ·
2016 Rotterdam ·
2017 Sarasota ·
2018 Plovdiv ·
2019 Ottensheim ·
2020 Bled ·
2021 Shanghai ·
2022 Račice ·
2023 Belgrado ·
2024 St. Catharines ·
2025 Shanghai · 
2026 Amsterdam

Onderdelen

Skiff · 
Lichte skiff · 
Dubbel twee · 
Lichte dubbel twee · 
Twee zonder · 
Lichte twee zonder · 
Twee met

Dubbel vier · 
Dubbel vier met · 
Lichte dubbel vier · 
Vier zonder · 
Lichte vier zonder · 
Vier met · 
Acht · 
Lichte acht